# Fählensee
Der Fählensee (auch Fälensee geschrieben) liegt in den Appenzeller Alpen auf einer Höhe von 1447 m ü. M. und gehört wie Sämtiser- und Seealpsee zum Alpstein. Er hat, wie der Sämtisersee, einen unterirdischen Ablauf, und sein Wasser tritt ebenfalls im Rheintal wieder zutage. Es ist der drittgrösste Bergsee des Schweizer Kantons Appenzell Innerrhoden. Seine maximale Tiefe beträgt 31 Meter. 
Die Mundartaussprache lautet [fɛːləseː], und in Quellen des 17. und 18. Jahrhunderts erscheint der Name als Fähler-See. Die orthographische Schwankung kommt daher, dass in der lokalen Appenzeller Mundart sowohl -en als auch -er nur als -ə gesprochen werden.

## Lage

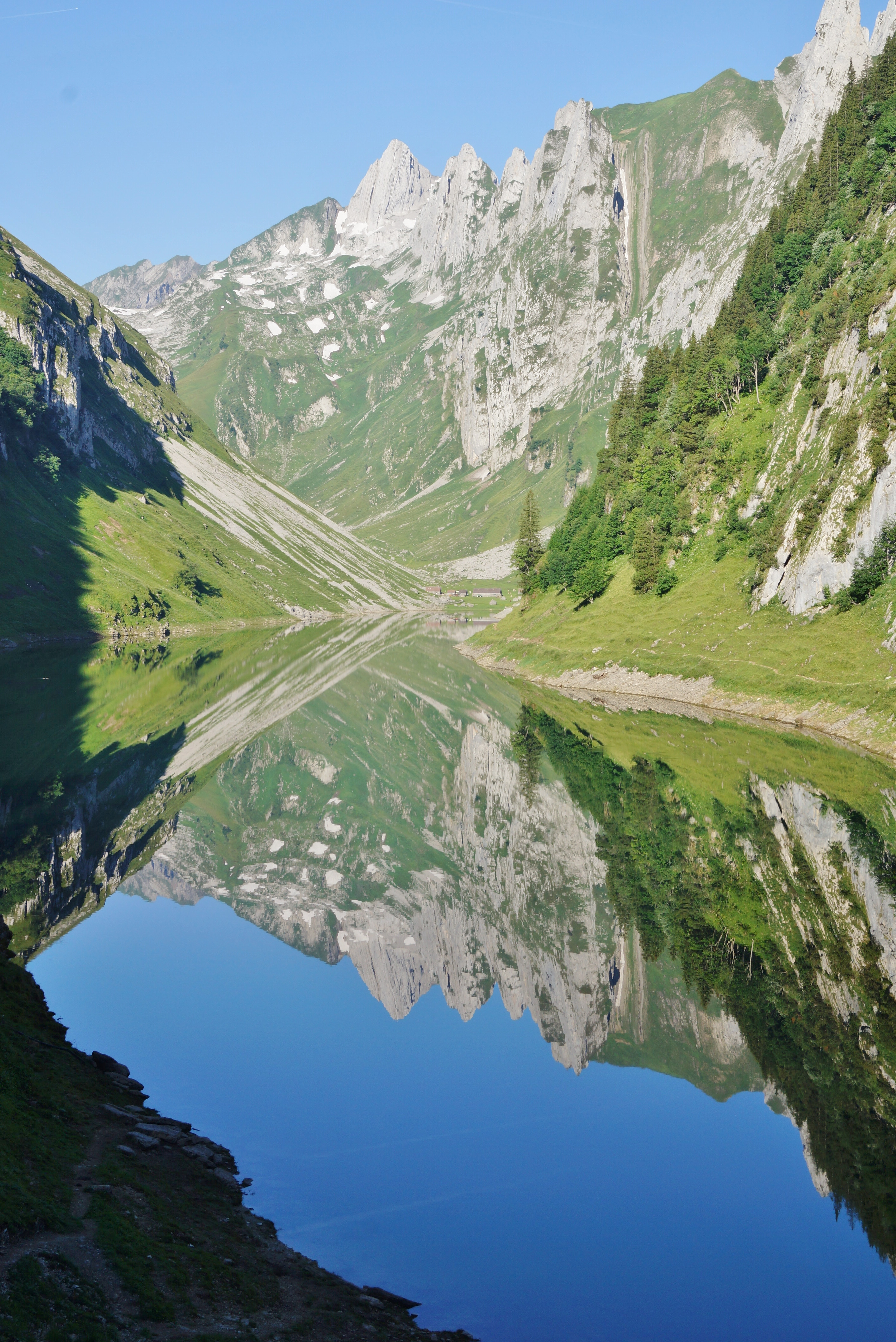
Der Fählensee im Sommer

Der See liegt im hinteren Teil des südöstlichen der beiden Längstäler des Alpsteinmassivs, in einem sehr engen Taleinschnitt zwischen dem Berggasthof Bollenwees und dem Zwinglipass, eingebettet zwischen Hundsteingrat und Roslen-Saxer First. 
Er ist am besten erreichbar von Appenzell mit dem Bus nach Brülisau und dann mit einem längeren Fussmarsch, oder von Sax im Kanton St. Gallen über die Saxer Lücke.

## Ökologie
Der See weist eine immense Phosphorkonzentration auf, was zur Eutrophierung des Sees führt und infolge eine Sauerstoffzehrung nach sich zieht. Die Abwässer des Gasthauses wurden bis 2001 in den Fählensee eingeleitet. Möglicherweise sind auch Gesteine mit phosphorhaltigen Mineralien im Einzugsgebiet des Sees und die karstige Umgebung für den hohen Phosphorgehalt verantwortlich. Der Fischbestand wurde durch einen intensiven Besatz mit dem Amerikanischen Seesaibling erhöht.

## Belege
1. 1 2  Schreibweise & Höhe gemäß SwissTopo (Karten der Schweiz)
2. ↑  S. Sonderegger: Die Orts- und Flurnamen des Landes Appenzell, Bd. I: 411, Frauenfeld 1958
3. ↑  Bergsee im Alpstein – Der Fählensee düngt sich selbst. Schweizer Radio und Fernsehen (SRF), 5. Mai 2021, abgerufen am 5. Mai 2021.
4. ↑  Fälensee im Alpstein – Ausländische Fische fressen einheimische. Schweizer Radio und Fernsehen (SRF), 26. März 2018, abgerufen am 5. Mai 2021.